# Marie Göranzon
Britt Marie Elisabeth Göranzon Malmsjö, född Göranzon den 27 oktober 1942 i Linköpings församling i Östergötlands län, är en svensk skådespelare.

## Biografi
Marie Göranzon är dotter till hotelldirektör Bengt Göranzon och Maria, född Sterner, samt syster till informatikern Bo Göranzon. Hon utbildades vid Dramatens elevskola 1964–1967 och har därefter tillhört Dramatens ensemble. Bland hennes över fyrtio rolltolkningar kan nämnas Eleonora i Strindbergs Påsk,  Nina i Tjechovs Måsen, titelrollen i Fröken Julie, Alice i Strindbergs Dödsdansen, Mary Tyrone i O’Neills Lång dags färd mot natt som gav henne O'Neill-stipendiet. Bland TV-produktioner kan nämnas Strindbergs Spöksonaten, samt Lars Noréns Löven i Vallombrosa och Ett sorts Hades. Utanför Dramaten har hon spelat bland annat på Scalateatern, Maxim och Vasan. På Vasan spelade hon i Albees Vem är rädd för Virginia Woolf? och Lars Noréns Så enkel är kärleken. Göranzon medverkade i säsong 5 av SVT-programmet Stjärnorna på slottet 2010–2011.
Göranzon nominerades 2003 till en Guldbagge för bästa kvinnliga biroll i Alla älskar Alice (2002). Vid Guldbaggegalan 2024 tilldelades Marie Göranzon Hedersguldbaggen. Motiveringen löd "Guldbaggens hederspris tilldelas denna magnifika aktris för hennes enastående skådespeleri – som vi fått njuta av på bioduken i sju decennier. Med både varsamma och starka uttryck övertygar hon med formidabla gestaltningar av sina rollkaraktärer."
Lena S Karlsson har 2012 skrivit boken Scenens lust och magi som bygger på samtal med Göranzon och maken Jan Malmsjö. Tillsammans med Stina Jofs har Göranzon 2017 skrivit självbiografin Vrålstark & skiträdd.

### Priser och utmärkelser
- 1997 – Guldmasken som "Bästa kvinnliga skådespelare" för rollen i Vem är rädd för Virginia Woolf?
- 1998 – O'Neill-stipendiet
- 1999 – Litteris et Artibus
- 2010 – Svenska Dagbladets Thaliapris
- 2016 – Medeapriset
- 2024 – Lena Nyman-priset[8]
- 2025 –   Kommendör av Vasaorden (KVO), 30 april 2025.[9]

### Privatliv
På 1960-talet var Göranzon gift med skådespelaren Lars Amble, med vilken hon har dottern dramatikern Lolo Amble. Hon är sedan 1974 gift med skådespelaren Jan Malmsjö och har med honom sonen Jonas Malmsjö, skådespelare.

## Teater

### Roller (ej komplett)
| År   | Roll                            | Produktion                                                                      | Regi                           | Teater                                           |
| ---- | ------------------------------- | ------------------------------------------------------------------------------- | ------------------------------ | ------------------------------------------------ |
| 1968 | Moraklockan Pims mamma          | Varför är det så ont om Q? Hans Alfredson                                       | Lars-Erik Liedholm             | Dramaten                                         |
| 1969 | Flickvännen                     | Pojken i sängen Vilgot Sjöman                                                   | Vilgot Sjöman                  | Scalateatern                                     |
| 1970 | Elaine Harper                   | Arsenik och gamla spetsar (Arsenic and Old Lace) Joseph Kesselring              | Hasse Ekman                    | Scalateatern                                     |
| 1971 | Signe                           | Sol, vad vill du mig? Birger Norman                                             | Ingvar Kjellson                | Dramaten                                         |
| 1974 | Ofelia                          | Hamlet Shakespeare                                                              |                                | Dramaten                                         |
| 1975 | Medverkande                     | Staden spelar upp! Carl Zetterström                                             | Lars Amble                     | Dramaten                                         |
| 1977 | Ellen                           | Chez nous Per Olov Enquist och Anders Ehnmark                                   | Lars Göran Carlson             | Dramaten                                         |
| 1977 | Liza Drozdova                   | Onda andar (Бесы, Bésy) Fjodor Dostojevskij                                     | Ernst Günther                  | Dramaten                                         |
| 1979 | Katija                          | Kollontaj Agneta Pleijel                                                        | Alf Sjöberg                    | Dramaten                                         |
| 1979 | Dagmar Kunze                    | Mannen på trottoaren Per Olov Enquist och Anders Ehnmark                        | Staffan Roos                   | Dramaten                                         |
| 1983 | Nina                            | Måsen (Чайка, Tjajka) Anton Tjechov                                             | Gunnel Lindblom                | Dramaten                                         |
| 1984 |                                 | En sommardag (Letni dzień) Sławomir Mrożek                                      | Gunnel Lindblom                | Dramaten                                         |
| 1988 | Lena, modern                    | Stillheten Lars Norén                                                           | Christian Tomner               |                                                  |
| 1990 | Marion French                   | Hemlig extas (The Secret Rapture) David Hare                                    | Lars Amble                     | Dramaten                                         |
| 1990 | Ingrid Sjögren                  | Skvaller (Gossip) Neil Simon                                                    | Lars Amble                     | Maximteatern                                     |
| 1991 |                                 | Press! Ett obehagligt stycke (Silly Cow) Ben Elton                              | Lars Amble                     | Vasateatern                                      |
| 1993 | Alice                           | Dödsdansen August Strindberg                                                    | Lars Norén                     | Dramaten                                         |
| 1995 |                                 | Dubbeltrubbel (Pyjamas Pour Six) Marc Camoletti                                 | Lars Amble                     | Vasateatern                                      |
| 1996 | Martha                          | Vem är rädd för Virginia Woolf? (Who's Afraid of Virginia Woolf?)) Edward Albee | Lars Norén                     | Vasateatern                                      |
| 1997 | Kate Keller                     | Alla mina söner (All my sons) Arthur Miller                                     | Björn Melander                 | Dramaten                                         |
| 1997 | Alma                            | Så enkel är kärleken Lars Norén                                                 | Christian Tomner               | Vasateatern                                      |
| 1998 | Mary Tyrone                     | Lång dags färd mot natt (Long Day's Journey into Night) Eugene O'Neill          | Thorsten Flinck                | Dramaten                                         |
| 1999 | Fru Markurell                   | Markurells i Wadköping Hjalmar Bergman                                          | Peter Dalle                    | Dramaten                                         |
| 2000 | Majvor Lysén-Axén               | Stulna juveler Kristina Lugn                                                    | Hans Klinga                    | Dramaten                                         |
| 2001 | Mathilde Serpenoise             | Tillbaka till öknen (Le Retour au désert) Bernard-Marie Koltès                  | Staffan Valdemar Holm          | Dramaten                                         |
| 2002 | Anna                            | Boston Marriage David Mamet                                                     | Birgitta Englin                | Dramaten                                         |
| 2003 | Viola                           | Helvetet är minnet utan makt att förändra Jonas Gardell                         | Jonas Gardell                  | Dramaten                                         |
| 2005 | Giselle                         | Tryck stjärna Bodil Malmsten                                                    | Christian Tomner               | Dramaten                                         |
| 2006 | Fru Gunhild Borkman             | John Gabriel Borkman Henrik Ibsen                                               | Hilda Hellwig                  | Dramaten                                         |
| 2006 | Röst – Ultra Violet             | Valerie Jean Solanas ska bli president i Amerika Sara Stridsberg                | Klaus Hoffmeyer                | Dramaten                                         |
| 2007 | Arkadina                        | Måsen (Чайка, Tjajka) Tjechov                                                   | Stefan Larsson                 | Dramaten                                         |
| 2007 | Kvinnan                         | Gäckanden Marie-Louise Ekman                                                    | Gösta Ekman Marie-Louise Ekman | Dramaten                                         |
| 2008 | Bernarda                        | Bernardas hus (La casa de Bernarda Alba) Lorca                                  | Christian Tomner               | Dramaten                                         |
| 2009 | Charlotte                       | Höstsonaten Ingmar Bergman                                                      | Stefan Larsson                 | Dramaten                                         |
| 2010 |                                 | En familj - August: Osage County (August Osage County) Tracy Letts              | Stefan Larsson                 | Dramaten                                         |
| 2012 | Helena Ekdahl                   | Fanny och Alexander Ingmar Bergman                                              | Stefan Larsson                 | Dramaten                                         |
| 2013 | Polly                           | Other Desert Cities - Andra ökenstäder (Other Desert Cities) Jon Robin Baitz    | Stefan Larsson                 | Dramaten                                         |
| 2014 | Modern                          | Dödspatrullen Marie-Louise Ekman                                                | Marie-Louise Ekman             | Dramaten                                         |
| 2015 | Madame de Montreuil, Renées mor | Markisinnan de Sade (サド侯爵夫人?, Sado kōshaku fujin) Yukio Mishima           | Stefan Larsson                 | Dramaten                                         |
| 2016 | Lear                            | Kung Lear (King Lear) William Shakespeare                                       | Linus Tunström                 | Uppsala stadsteater                              |
| 2017 | Modern                          | Försökskaninerna Marie-Louise Ekman                                             | Marie-Louise Ekman             | Dramaten                                         |
| 2018 | Claire                          | Besök av en gammal dam (Der Besuch der alten Dame) Friedrich Dürrenmatt         | Katrine Wiedemann              | Kulturhuset Stadsteatern                         |
| 2018 | Anne Marie                      | Ett dockhem 2 (A Doll's House, Part 2) Lucas Hnath                              | Philip Zandén                  | Kulturhuset Stadsteatern                         |
| 2020 | Mamma                           | Katt på hett plåttak (Cat on a Hot Tin Roof) Tennessee Williams                 | Stefan Larsson                 | Kulturhuset Stadsteatern/ Dramaten/ Maximteatern |
| 2021 | Mamma                           | Katt på hett plåttak (Cat on a Hot Tin Roof) Tennessee Williams                 | Stefan Larsson                 | Kulturhuset Stadsteatern/ Dramaten/ Maximteatern |
| 2022 | Julie                           | Fröken Julie August Strindberg och Marie-Louise Ekman                           | Marie-Louise Ekman             | Dramaten                                         |
| 2022 | Rank                            | Ett dockhem (Et Dukkehjem) Henrik Ibsen                                         | Anna Pettersson                | Dramaten                                         |

## Radioteater

### Roller (ej komplett)
| År   | Roll       | Produktion                           | Regi           |
| ---- | ---------- | ------------------------------------ | -------------- |
| 1989 | Sångerskan | Till rödbetornas land Harald Stjerne | Harald Stjerne |

## Filmografi
- 1962 – Kort är sommaren
- 1967 – Bränt barn
- 1967 – Jag är nyfiken – gul
- 1968 – Jag är nyfiken – blå
- 1972 – Spöksonaten
- 1972 – Hemma hos Karlssons (TV-serie)
- 1973 – Näsan
- 1973 – Revisorn
- 1976 – En dåres försvarstal (TV-serie)
- 1977 – Fia i folkhemmet (TV-film)
- 1977 – Tofsen (TV-serie)
- 1978 – Rätt ut i luften
- 1979 – Kristoffers hus
- 1980 – Marmeladupproret
- 1981 – Babels hus (TV-serie)
- 1981 – Göta kanal eller Vem drog ur proppen?
- 1983 – Den tredje lyckan (TV-serie)
- 1984 – Systrar (TV-pjäs)
- 1985 – Nya Dagbladet (TV-serie)
- 1985 – Falsk som vatten
- 1991 – Den goda viljan (TV-serie)
- 1991 – Kopplingen (TV-serie)
- 1991 – Rosenbaum (TV-serie)
- 1992 – Svart Lucia
- 1994 – Frihetens skugga (TV-serie)
- 1995 – Som löven i Vallombrosa (TV-pjäs)
- 1995 – Anmäld försvunnen (TV-serie)
- 1995 – Bert – Den siste oskulden
- 1996 – Dödsdansen
- 1996 – Ett sorts Hades (TV-teater)
- 1997 – Cheek to Cheek
- 2000 – Det grovmaskiga nätet
- 2001 – Beck – Mannen utan ansikte
- 2001 – Beck – Hämndens pris
- 2002 – Beck – Pojken i glaskulan
- 2002 – Beck – Sista vittnet
- 2002 – Beck – Annonsmannen
- 2002 – Beck – Okänd avsändare
- 2002 – Beck – Enslingen
- 2002 – Beck – Kartellen
- 2002 – Alla älskar Alice
- 2003 – Spaden
- 2003 – Skenbart – en film om tåg
- 2003 – Solveigs resa till det norra riket (TV-serie)
- 2004 – Dag och natt
- 2004 – Stenjäveln
- 2005 – Den bästa av mödrar
- 2005 – Mun mot mun
- 2006 – Beck – Gamen
- 2006 – Beck – Flickan i jordkällaren
- 2006 – Beck – Skarpt läge
- 2006 – Beck – Advokaten
- 2007 – Hoppet
- 2007 – Beck – I Guds namn
- 2007 – Beck – Det tysta skriket
- 2007 – Beck – Den svaga länken
- 2007 – Beck – Den japanska shungamålningen
- 2007 – Beck – Den svaga länken
- 2007 – Beck – Det tysta skriket
- 2007 – Beck – I Guds namn
- 2011 – Åsa-Nisse – wälkom to Knohult
- 2012 – Blondie
- 2013 – Allt faller (TV-serie)
- 2016 – Mammor (TV-serie)
- 2017 –  Tillsammans med Strömstedts  (TV-serie)
- 2017 – 2060 (TV-film)
- 2018 – Min sanning (TV-serie)
- 2019–2020 – Bröllop, begravning och dop (TV-serie)
- 2020 – Orca